# La Cité sous-marine
Pour plus de détails, voir Fiche technique et Distribution.
La Cité sous-marine (The Underwater City) est un film américain réalisé par Frank McDonald et sorti en 1962.
Le film a fait l'objet d'une adaptation en bande dessinée.

## Synopsis
Le Dr Halstead de l'Institut d'Océanographie demande à l'ingénieur Bob Gage de superviser la construction d'une ville sous-marine. L'idée est de prémunir l'humanité contre les effets d'une guerre atomique. Gage tombe amoureux de la nièce du Dr Halstead, et les fonds sous-marins ne se révèlent pas aussi stables que prévu.

## Fiche technique
- Titre français : La Cité sous-marine ou La Cité sous la mer[2]
- Surtitre : L'humanité explore l'espace intérieur
- Titre original : The Underwater City
- Réalisation : Frank McDonald
- Scénario : Alex Gordon, Ruth Alexander
- Production : Columbia Pictures
- Photographie : Gordon Avil
- Musique : Ronald Stein
- Montage : Al Clark, Donald W. Starling
- Durée : 78 minutes
- Dates de sortie : 
  - 10 janvier 1962 (Seattle)[3]
  - 7 février 1962 (Los Angeles)[3]
  - 8 août 1962 (New York)

## Distribution
- William Lundigan : Bob Gage
- Julie Adams : Dr. Monica Powers
- Roy Roberts : Tim Graham
- Carl Benton Reid : Dr. Junius Halstead
- Chet Douglas : Chuck Marlow
- Paul Dubov : George Burnett
- Karen Norris : Phyllis Gatewood
- Kathie Browne : Dottie Steele
- Roy Roberts